# Wustuben (Oberkotzau)
Wustuben ist ein Gemeindeteil des Marktes Oberkotzau im Landkreis Hof (Oberfranken, Bayern).

## Lage
Der Weiler Wustuben ist über einen Anliegerweg an die Verbindungsstraße zwischen dem Hauptort Oberkotzau und dem Hofer Gemeindeteil Eppenreuth angeschlossen. In unmittelbarer Nähe befindet sich der Untreusee. Der Seenweg führt an Wustuben vorbei.

## Bau- und Bodendenkmäler

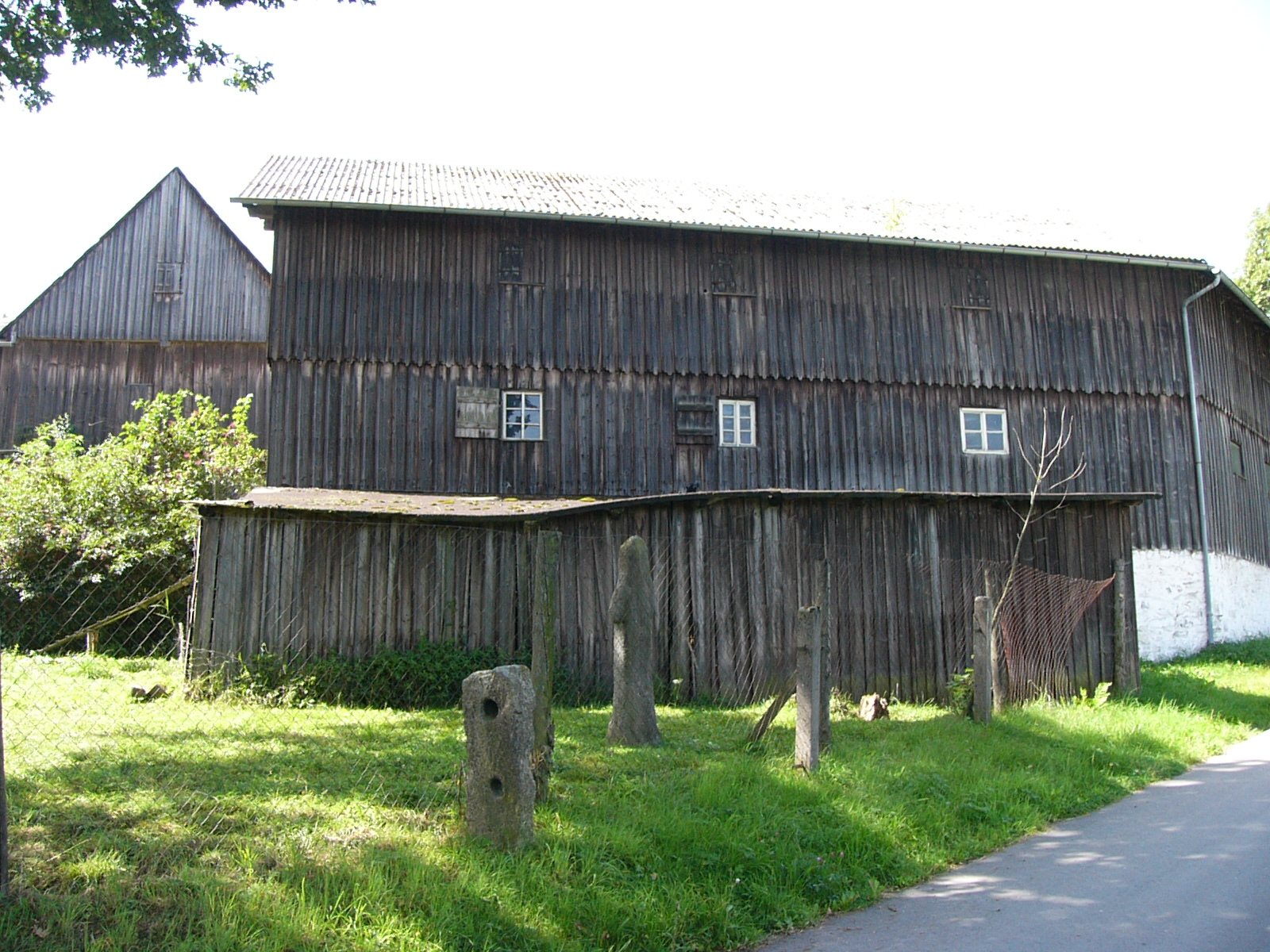
Steinkreuz

Der Ort Wustuben trug im Mittelalter den Namen Gottwaldsreuth und war dann Wüstung, worauf der heutige Name hindeutet. Die Standorte mehrere Anwesen sind daher Bodendenkmäler. Der Ort zählte lange zum Einflussbereich der Familie von Kotzau.
Am Ortseingang befindet sich ein spätmittelalterliches Steinkreuz mit stark abgewitterten Seitenarmen und einer eingeritzten Zange. Es ist ein ausgewiesenes Baudenkmal. Sagen berichten von der Tötung eines Bauern oder Schäfers an der Stelle des Kreuzes, dessen ursprünglicher Standort wahrscheinlich weiter im Westen lag.